# Festuca presliana
Festuca presliana är en gräsart som beskrevs av Albert Spear Hitchcock. Festuca presliana ingår i släktet svinglar, och familjen gräs. Inga underarter finns listade i Catalogue of Life.